# Ki jo je megla prinesla
Ki jo je megla prinesla je roman slovenskega pisatelja, pesnika, scenarista in dramatika Ferija Lainščka. Nastal je leta 1993, ponatisnjen pa je bil leta 2017 pri založbi Mladinska knjiga. Avtor je zanj prejel nagrado Prešernovega sklada. Po romanu je bil posnet tudi film z naslovom Mokuš.

## Vsebina
V knjigi sta opisani dve zgodbi. Glavna zgodba govori o duhovniku Jonu Urskem, ki je pomagal ljudem v stiski tako, da je prodajal cerkveno premoženje. Ko škof Jonifacij izve za ta sporna dejanja, mu za pokoro dosodi, da mora oditi v močvirnat in z vodo preplavljen kraj Mokuš in tam prevzeti faro. V Mokušu že več let ni bilo duhovnika, saj po skrivnostni smrti zadnjega duhovnika nihče ni hotel priti v ta kraj. Do tega močvirnatega kraja pa je mogoče priti le s pomočjo splava. Škof Urskemu dodeli nalogo, da obnovi cerkev v Mokušu ter tamkajšnje prebivalce zopet poveže v krščanskem duhu.   
Urski se odpravi in že na poti ugotovi, da je Mokuš zelo nenavaden kraj. V majhni koči sreča starca, ki hoče podkovati kravo. Urskemu se krava smili in zato jo  spusti na prostost. Starec za kazen podkuje njega. Urski se zbudi v bolečinah ob močvirju, kjer sreča brodarja Cirija in ga prosi, naj ga reši teh muk. V zameno za škorenj, ki naj bi mu ga Cirij dal in bi ga obvaroval pred javno sramoto, da je bil podkovan, mora Urski s Cirijem skleniti čudaško kupčijo, ki nima nobene veze z duhovniškim poklicem. Kupčija je namreč polna poganskih vraž in praznoverja. 
Urski se nato odpravi naprej in ko prispe v cerkev v Mokušu, tam sreča slepega dečka, ki ga kličejo Mali in med njima se hitro vzpostavi močna vez. Nato spoznamo zgodbo o Malem, ki je druga zgodba v knjigi.
Mali je sin zadnjega duhovnika v Mokušu, po imenu Januš, ki se je zapletel s skrivnostnim dekletom, »ki jo je megla prinesla« po imenu Magda. Ta je imela moža Filipa, a je zanosila z Janušem. Otroka je nekega dne ob vodi v košari našla Marika Straj, ki je kasneje skrbela zanj, mu lagala da duhovnik ni njegov oče in grdo ravnala z njim. Duhovnik Januš je kmalu umrl, za Magdo pa nihče ne ve, ali je še živa in nekje neutolažljivo joka, ali je na drugem svetu ali pa nekje med zemljo in nebom in blodi naokoli. Mali je bil slep in nato živel v zakristiji cerkve v Mokušu.
Urskemu pri obnove cerkve pomagajo vaščani, ki mu pripovedujejo zgodbe o skrivnostnem kraju Mokuš in njegovih prebivalcih, predvsem o Magdi in njeni skrivnostni aferi z duhovnikom.  Ženske mu velikodušno prinesejo košaro, polno krofov, a kmalu ugotovi, da so to le konjske fige. Urskemu se ob tem poraja ogromno vprašanj o tem, zakaj so stvari v kraju takšne, kakršne so, nihče pa mu nanje ne želi odgovoriti. Prisotne so tudi razne blodnje in fantazije, ki ga obdajajo in ne ve, ali so resnične. Ves čas si domišlja, da vidi Magdo, dekle, ki jo je megla prinesla. Ko blodi naokrog, v vodi ob močvirju zagleda Cirija. Ta je iz ljubosumnosti utopil Malega. Urski je pretresen, ko vidi, kaj se je zgodilo in v obupu ubije Cirija. Ta končni obračun je tudi povod, da se Urski odloči, da ima dovolj in želi zapustiti ta nenavaden kraj. Od žalosti hodi po močvirju naokrog in pride do hiše, pred vrati pa stoji lepa ženska, ki ga povabi k sebi. Urski ugotovi, da je to Magda. Kmalu se predata strastem, zjutraj pa mu Magda pokaže, da so jo v preteklosti podkovali, ker so mislili, da je čarovnica, in so jo hoteli kaznovati. Ko Urski to zagleda, se ustraši in zbeži, saj je ob prihodu v Mokuš tudi njega starec kaznoval s podkvijo.
Medtem v Mokušu poplave zalijejo cerkev in Urski se zbudi na kočiji, polni s cerkvenim premoženjem. Cigani na kočiji mu povejo, da Mokuša ni več, ker ga je zalila voda. S tem se je končala tudi njegova pokora. Vrne se nazaj v domačo faro k svojemu škofu in mu pove, kaj vse se mu je zgodilo v tem skrivnostnem kraju. Škof mu pove, da vas in cerkev še vedno stojita, hkrati pa je presenečen, da se je Urski sploh vrnil iz tega zakletega kraja.

## Kritike
Fridl simboliko romana primerja z Lynchevo estetiko. Izpostavlja tudi bogat avtorjev jezik, do njega pa ima veliko spoštovanje:  »Romaneskno branje Ferija Lainščka je prikaz izjemno neverjetnega občutka za jezik in zgodbo. Prava poslastica za sladokusce; nekaj, kar brez težav lahko označim za nekaj najboljšega, kar sem bral. Izvrstna izbira temačnega ozračja, kamor je Lainšček umestil svoje videnje vic, kjer je vse prekleto z vodo. In to tako silovito, da vlaga polzi med vrsticami, v katere smo ujeti skupaj z nesrečnim Jonom Urskim. Ta sila briljatno izgrajeni lik lebdi med tem, kar mu je jasno in vsem tistim, kar mu ni. Tesnoba, ki obkroža njegov dvom in vse, kar se mu godi, narašča vedno bolj. In ker skozi njegove oči bolj ali manj vse skupaj spremljamo tudi mi, smo vsega deležni tudi sami. Bralna izkušnja neprestano skače iz nezadovoljstva nad neznanim, ki obkroža Urskega, se navdušuje nad simboliko in situacijskim rešitvam, ki spominjajo bolj na Lynchevo estetiko ter občudovanjem moči lepega ubranega avtorjevega jezika.« (Fridl 2010: 131)
V nasprotju s prvo kritiko, Vovk v spremni besedi romana poudarja sporočilo romana, ki ima velik pomen, navaja tudi, da ima roman velik pomen še danes:
»Prav soočenje z lastno usodo dvomljivca in zavedanje poslanstva Urskega pripravi do tega, da v romanu končno prevzame aktivno vlogo, ki jo demonstrira v `akcijskem spopadu´ pri Črnih mlakah in ob svojem drugem prihodu v škofovo sprejemnico, ko si je, v nasprotju s prvim, na ravnodušnost oprtim prihodom, naravnost želel `do-najneznatnejšega poročati o hudem´. Zdaj ko je izgubil tolažbo upanja, sta mu tudi v molitev počasi začeli vračati vztrajnost in gorečnost. Če je torej megla prinesla Magdo in je povodenj prinesla cerkev, pa je boj s črvi dvoma spet obudil Jonovo vero in s tem smisel. A ponj je bilo treba vse do trepeta pred globinami pekla in župnikove pripravljenosti prevzeti nase grehe skupnosti, ker: `Kaj pa je moj pekel v primeri z vsemi, ki jim lahko tako ponudim upanje?´ Sporočilo, ki ga gre razumeti onstran vseh nakazanih zvrstnih omejitev in razlaganih dilem. Ravno zato Lainščkov roman po četrtini stoletja še vedno stoji. In se o njem ponovno govori.« (Vovk 2017: 200)